# (19208) Starrfield
(19208) Starrfield est un astéroïde de la ceinture principale.

## Description
(19208) Starrfield est un astéroïde de la ceinture principale. Il fut découvert le 2 septembre 1992 à Tautenburg par Lutz Dieter Schmadel et Freimut Börngen. Il présente une orbite caractérisée par un demi-grand axe de 2,41 UA, une excentricité de 0,20 et une inclinaison de 2,9° par rapport à l'écliptique.

## Compléments